# Monika Czypiruk-Solarewicz
Monika Czypiruk-Solarewicz, z domu Czypiruk, primo voto Konsek (ur. 27 lipca 1982 w Rybniku) – polska siatkarka,
grająca na pozycji przyjmującej.
Jej mężem jest trener siatkarski Marek Solarewicz.

## Sukcesy klubowe
I liga:
- 2008, 2009

## Siatkówka plażowa
- MP kadetek w siatkówce plażowej
- MP juniorek w siatkówce plażowej